# بگار (کمون)
بگار (به فرانسوی: Bagard) یک کمون (فرانسه) در فرانسه است که در canton of Anduze واقع شده‌است. بگار ۱۴٫۵۵ کیلومتر مربع مساحت دارد ۱۰۲ متر بالاتر از سطح دریا واقع شده‌است.